# Vlag van Cantal

Vlag van Cantal

De vlag van Cantal is de niet-officiële vlag van het Franse departement Cantal. Net als de meeste andere departementen van Frankrijk heeft Cantal geen officiële vlag, maar wordt de hier rechts afgebeelde vlag op niet-officiële wijze gebruikt. De vlag is afgeleid van het wapen van dit departement.
De vlag bestaat uit een groen veld met een rode gonfalone, geel omlijnd, met in het midden en wapenschild: In blauw, met een dwarsbalk van goud, tussen zes schelpen van wit.
Het ontwerp toont de vlag van de voormalige provincie Auvergne (ongekeerde kleuren in geel en groen), met daaroverheen het wapen van het voormalige burggraafschap Aurillac.

Vlag van Auvergne
Wapen van de familie Aurillac

Naast deze vlag is er een andere vlag in gebruik, die is geïnspireerd op het ontwerp van het wapen dat in 1950 is voorgesteld door Robert Louis. Daarnaast is er een logovlag in gebruik.

Variant vlag
Logovlag